# Phaeostigma (Aegeoraphidia) karpathana
Phaeostigma (Aegeoraphidia) karpathana is een kameelhalsvliegensoort uit de familie van de Raphidiidae. De soort komt voor in Griekenland.
Phaeostigma (Aegeoraphidia) karpathana werd voor het eerst wetenschappelijk beschreven door U. Aspöck & H. Aspöck in 1989.